# Lara Wolters

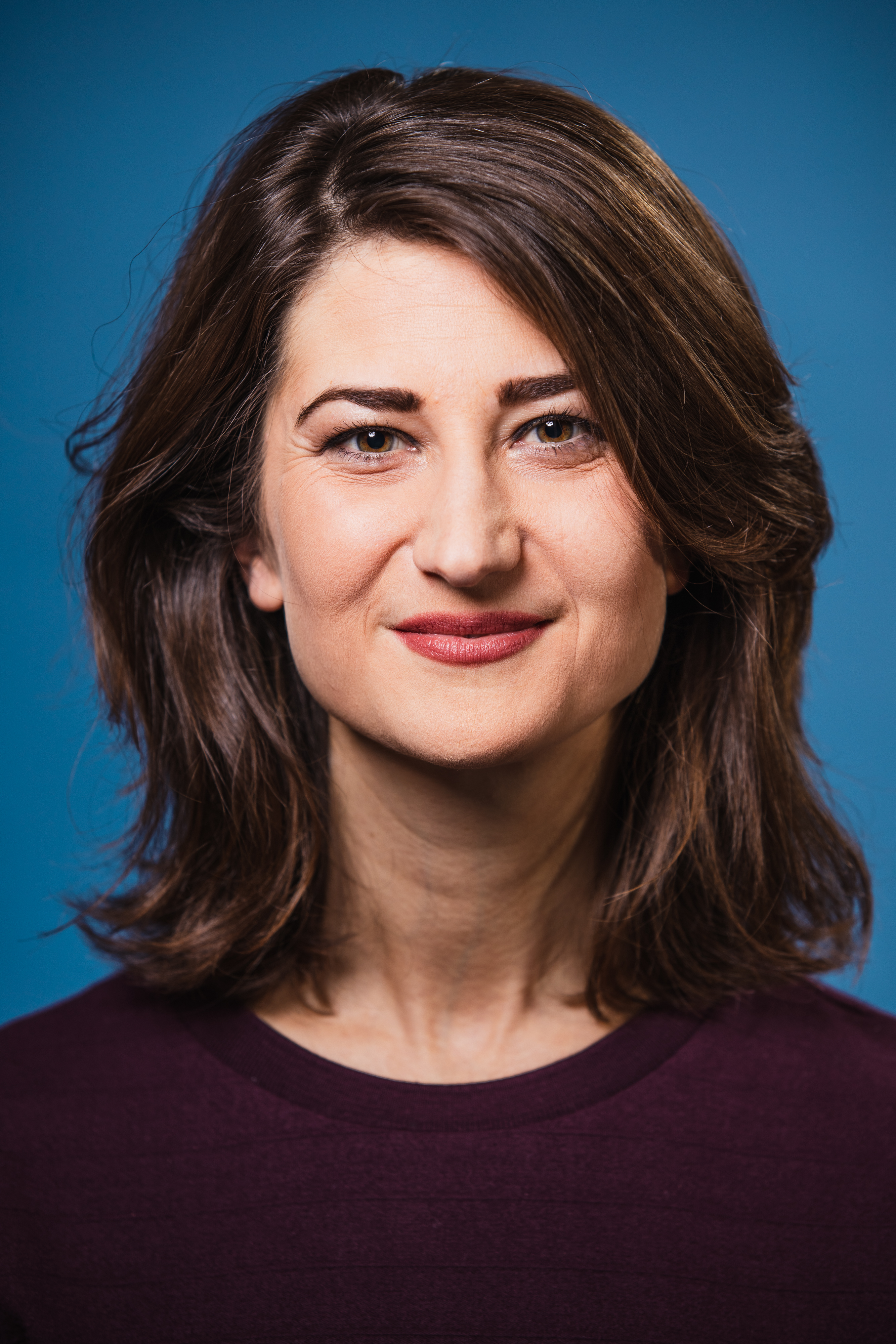
Lara Wolters (2020)

Lara Wolters (* 12. April 1986 in Amsterdam) ist eine niederländische Politikerin der Partij van de Arbeid (PvdA). Seit dem 4. Juli 2019 ist sie Mitglied des Europäischen Parlaments der Sozialdemokratischen Partei Europas (SPE) in der Fraktion der Progressiven Allianz der Sozialdemokraten (S&D).

## Leben
Wolters studierte von 2004 bis 2008 am University College London, im Rahmen des Erasmus-Programmes war sie 2006/07 ein Jahr am Institut d'études politiques de Strasbourg (Sciences Po Strasbourg). In dieser Zeit war sie auch Trainee am Europäischen Parlament. Anschließend besuchte sie ein Jahr die Vocal Tech London College & University in London und 2009/10 das College of Europe. Von 2012 bis 2014 war sie Consultant bei Afore Consulting, danach war sie bis 2016 bei Norton Rose Fulbright beschäftigt. Von 2016 bis 2019 war sie politische Beraterin der Delegation der Partij van de Arbeid (PvdA) bzw. der Fraktion der Progressiven Allianz der Sozialdemokraten (S&D) im Europaparlament.
Nach der Europawahl in den Niederlanden 2019 rückte sie für Frans Timmermans, der auf sein Mandat verzichtete, als Mitglied des Europäischen Parlaments nach. Mit 4. Juli 2019 wurde sie in der 9. Wahlperiode volles Mitglied der Delegation für die Beziehungen zur Volksrepublik China sowie stellvertretendes Mitglied der Delegation für die Beziehungen zu den Vereinigten Staaten. Am 16. Juli 2019 wurde sie außerdem volles Mitglied im Haushaltskontrollausschuss und im Rechtsausschuss sowie stellvertretendes Mitglied im Ausschuss für Kultur und Bildung für die Sozialdemokratische Partei Europas (SPE) in der Fraktion der Progressiven Allianz der Sozialdemokraten (S&D).